# Miroslav Trnka
Miroslav Trnka (* 29. března 1961 Trnava) je slovenský podnikatel, zakladatel a spolumajitel slovenské softwarové antivirové firmy ESET.
Pochází z Trnavy, absolvoval Slovenskou technickou univerzitu v Bratislavě, Fakultu materiálových technologií. Spolu s Petrem Paškem je tvůrcem první verze oceňovaného antivirového produktu NOD32. Po založení společnosti ESET se stal jejím technickým ředitelem a následně prvním generálním ředitelem. 
V červenci 2014 spolu s Michalem Bláhou založil na Slovensku nadaci Zastavme korupciu. V roce 2013 obdržel od slovenského prezidenta Ivana Gasparoviče Řád Ľudovíta Štúra II. třídy za zásluhy o rozvoj IT.